# لويس جوزيف والش
لويس جوزيف والش (بالإنجليزية: Louis Walsh)‏ هو قاضي أيرلندي، ولد في 17 يناير 1880، وتوفي في 17 يناير 1942.